# Brevipalpus mitrofanovi
Brevipalpus mitrofanovi är en spindeldjursart som först beskrevs av Pegazzano 1975.  Brevipalpus mitrofanovi ingår i släktet Brevipalpus och familjen Tenuipalpidae. Inga underarter finns listade.